# Guglielmo Forni Rosa
 (février 2024).
Si vous disposez d'ouvrages ou d'articles de référence ou si vous connaissez des sites web de qualité traitant du thème abordé ici, merci de compléter l'article en donnant les références utiles à sa vérifiabilité et en les liant à la section « Notes et références ».
Pour les articles homonymes, voir Forni et Rosa.
Guglielmo Forni Rosa, né  le 5 novembre 1938 à Bologne, est un philosophe et historien italien.

## Biographie
Guglielmo Forni Rosa soutient sa maîtrise en Philosophie du droit en 1961 à l’Université de Bologne, avec un mémoire sur la pensée anthropologique et politique de Jacques Maritain. Il entre en 1968 à la Faculté de Lettres de l’Université de Bologne comme chargé de cours en Philosophie morale, assistant de Felice Battaglia, alors Recteur de l'Université, puis en 1969 il est nommé maître de conférences en Histoire de la philosophie moderne et contemporaine. Après avoir passé trois ans (1969-1972) à l'Université de Venise pour enseigner l'Histoire de la philosophie, il revient à l'Université de Bologne comme maître de conférences en Histoire de la philosophie moderne.
Pendant les années 1965 à 1972, il se penche sur la phénoménologie de Husserl, comme on le retrouve dans sa bibliographie. La lecture de certains auteurs rattachés au structuralisme (tout spécialement Claude Lévi-Strauss) oriente ses recherches sur Jean-Jacques Rousseau. Devenu professeur en 1983 et titulaire de la chaire de Philosophie morale et d’ Anthropologie philosophique en 2000, il s’est consacré à la pensée de Simone Weil et au modernisme religieux français (Loisy, Blondel, Laberthonnière), comme en témoignent de nombreux essais publiés en Italie et en France.
C’est sur le rapport entre religion chrétienne et société moderne qu'il a concentré ses recherches, en tirant profit de ses lectures et de ses enseignements sur Émile Durkheim et Max Weber. À partir de la fin des années 1980, il enseigne plusieurs matières se rattachant, selon la classification italienne, au groupe de Philosophie morale : Anthropologie philosophique, Philosophie de la religion, Philosophie morale.
Il est pendant plusieurs années membre de l’École doctorale en Études religieuses de l’Université de Bologne (présidée par Mauro Pesce), où il encadre des mémoires en Philosophie de la religion (en particulier sur John Wyclif et Ernesto Buonaiuti). 
Il organise différents colloques internationaux : en 1993, sur la personnalité de Simone Weil ; en 2004 sur la présence de Rousseau dans l’essor des sciences sociales vers la seconde moitié du XIXe siècle ; en 2012, pour le troisième centenaire de la naissance de Rousseau, plusieurs colloques, en Italie et en France, sur sa pensée politique (la question de l’origine du totalitarisme par rapport au Contrat social) et sur certains interprètes de sa pensée religieuse (Jacques Maritain et Karl Barth) ; plus récemment, il organise un colloque sur l’autobiographie à la Faculté Protestante de Théologie de Paris (2018). 
Il participe aux travaux du Groupe d’Études du Matérialisme Rationnel auprès de la Fondation Gabriel-Péri (Paris).

## Publications

### Ouvrages en français
- Dictionnaire Rousseau. Anthropologie - Politique - Religion, traduit de l'italien par B. Pasquet Gotti, préface de R. Thiéry, coll. Lire Rousseau, Musée J.-J. Rousseau, Montmorency, 2011.
- Co-direction d’ouvrage, en collaboration avec F. Lefebvre, Rousseau dans le XIXe siècle. Politique, Religion, Sciences humaines, Actes du colloque J.-J. Rousseau et l’essor des sciences sociales au XIXe siècle, Bologne 11-13 mars 2004, Comité du Mont-Louis, Montmorency, 2007.

### Ouvrage traduit en anglais
- The Essence of Christianity. The Hermeneutical Question in the Protestant and Modernist Debate (1897-1904), Scholars Press, Atlanta, Georgia, 1995.

### Principaux ouvrages en italien
- La filosofia della storia nel pensiero politico di Jacques Maritain, Patron, Bologne, 1965.
- Il sogno finito. Saggio sulla storicità della fenomenologia, Il Mulino, Bologne, 1967.
- Il soggetto e la storia, Il Mulino, Bologne, 1972.
- Alienazione e storia. Saggio su Rousseau, Il Mulino, Bologne, 1976.
- Studi di ermeneutica. Schleiermacher, Dilthey, Cassirer, CLUEB, Bologne, 1985.
- Simone Weil politica e mistica, Rosenberg & Sellier, Turin, 2009.
- Il dibattito sul modernismo religioso, Laterza, Rome-Bari 2000.
- Destino della religione. Il cristianesimo moderno, Marietti, Milan, 2005.
- L’amore impossibile. Filosofia e letteratura da Rousseau a Lévi-Strauss, Marietti, Milan, 2010.
- La filosofia cristiana alla Società francese di filosofia (1927-1933), Marietti, Milan, 2011.
- Scritti cristiani. La religione di fronte alla modernità 1983-2018, Persiani, Bologne, 2019.
- Leggere Rousseau, a cura di C. Cavicchioli, Le Lettere, Florence, 2019.

### Comptes rendus sur ses travaux, en français
- Compte rendu in Revue de l'histoire des religions, Tome 223, 4 - 2006/4 : Destino della religione. Il cristianesimo moderno, Marietti, Milan, 2005 (F. Laplanche).
- Compte rendu in L’Homme no 203-204 (2012/3-4) : Dictionnaire Rousseau. Anthropologie - Politique - Religion, Musée J.-J. Rousseau, Montmorency 2011 (Y. Laberge).
- Compte rendu in Revue de l’histoire des religions, tome 229 fasc. 3 (juillet -septembre 2012) : La filosofia cristiana alla Società francese di filosofia (1927-1933), Marietti, Milan, 2011.
- Compte rendu in Revue de l’histoire des religions, tome 229 fasc. 4 (octobre-décembre 2012) : Simone Weil politica e mistica, Rosenberg & Sellier, Turin, 2009 (S. D’Intino)